# Гелене Штекер
Гелене Штекер (нім. Helene Stöcker, нар. 13 листопада 1869 — пом. 24 лютого 1943) — німецька феміністка, пацифістка, ЛГБТ-активістка, журналістка, редакторка та письменниця. Успішно виступала за те, щоб одностатеві стосунки між жінками були законними, але не мала успіху у своїй кампанії за легалізацію абортів. Штекер була пацифісткою в Німеччині й приєдналася до Deutsche Friedensgesellschaft.
Штекер активно підтримувала ідею рівності жінок у суспільстві, виступала за право жінок на вільний вибір у шлюбі та материнстві. У період Першої світової війни вона відкрито виступала проти війни та мілітаризму, закликала до мирного врегулювання конфліктів. Штекер також була засновницею Німецької асоціації захисту материнства та сексуальної реформи, просувала ідеї контрацепції, сексуальної освіти та захисту прав самотніх матерів.

## Біографія
Гелене Штекер росла старшою з восьми дітей у кальвіністській родині середнього класу в Ельберфельді. Її батько, Пітер Генріх Людвіг Штекер, володів текстильним бізнесом, завдяки якому сім'я могла добре жити. Її мати, Хульда Штекер (до шлюбу Бергманн), відповідала за домашнє господарство та виховання дітей.
1892 року Штекер покинула батьківський дім та переїхала до Берліна, де приєдналася до феміністичного руху, що тоді набирав обертів. У Берліні вона почала навчатися на вчительку, хоча, як сама писала, ніколи не хотіла стати вчителькою. Після закінчення навчання Штекер відвідувала «перший курс середньої школи для жінок» у Берліні. З 1890 року Штекер вивчала праці Ніцше та поділяла деякі його радикальні погляди на державу, церкву та моральні концепції. У цьому її заохочував Александр Тілле, палкий прихильник соціал-дарвінізму, з яким вона була близькою подругою протягом кількох років з 1897 року та певний час коханкою.
Гелене Штекер опублікувала свої перші вірші та новели в таких журналах, як Breslauer Monatblatt, Deutscher Ärzteheim і Deutsche Heimat, за підтримки Ернста Шеренберга та Людвіга Саломона (1844—1911).
1896 року Штекер почала вивчати історію літератури, філософію та політичну економію в Берлінському університеті. У той час жінок приймали до німецьких університетів лише як запрошених студенток та з особистого дозволу викладача кожної дисципліни. Штекер відвідувала лекції Еріха Шмідта та Вільгельма Дільтея. Вона була однією з учениць Дільтея, що працювали над його дослідженнями Шлейермахера. Деякі професори скористалися своїм правом заборонити жінкам відвідувати свої курси. Так, медієвіст Карл Вайнгольд заборонив Штекер відвідувати свої лекції. Пізніше вона розповідає, що історик Генріх фон Трейчке сказав на її прохання дозволити слухати його лекції: «Німецькі університети вже півтисячоліття призначені для чоловіків, і я не хочу допомагати їх [університети] руйнувати».
1901 року, після навчання в Глазго, Гелене Штекер здобула докторський ступінь у Бернському університеті та згодом повернулася до Берліна. У перші роки вона працювала позаштатною лекторкою та письменницею, щоб досягти власної «економічної незалежності». Вона викладала, серед іншого, в Університеті Лессінга та читала лекції в усій Німеччині про жіночу освіту та права жінок.
Як одна з найвидатніших жінок-феміністок, Штекер мала контакти з багатьма особистостями свого часу. Серед них Зигмунд Фрейд, ліберали Фрідріх Науманн і Гелльмут фон Герлах, Рікарда Гух, Курт Гіллер, Едуард Давид і Лілі Браун.
Коли 1933 року до влади прийшли націонал-соціалісти, Штекер втекла до Швеції через Швейцарію, оскільки була рішучою противницею усіх антисемітських ідей та рано усвідомила «жахи переслідування євреїв». Згодом Штекер із труднощами вдалося втекти через СРСР і Японію до США, де 1943 року вона померла від раку в Нью-Йорку у злиднях.

## Фемінізм і сексуальна реформа
Для Гелене Штекер було важливим рівне становище статей у сім'ї та рівна сексуальність чоловіків і жінок. Оскільки сексуальність є «однією з найвищих радощів людини», зречення не може бути рішенням; радше йдеться про те, щоб «зробити цю найбільшу радість життя доступною для якомога більшої кількості людей». Ці питання також охоплювали захист неодружених матерів і дітей, народжених поза шлюбом. Тому Штекер агітувала за «батьківське право» щодо дитини (замість панівного «права батька», яке вона вважала таким же неадекватним, як і «право матері», якого вимагали деякі феміністки) — тобто і мати, і батько мали однаково вирішально брати участь у вихованні. «Я вважаю, що кожна дитина має право на обох батьків; з психологічних причин вона потребує як чоловічого, так і жіночого впливу».
1905 року Штекер заснувала Асоціацію охорони материнства та сексуальної реформи, яка не тільки допомагала жінкам, але й забезпечувала сексуальну освіту та розглядала питання про контрацепцію та сексуальну гігієну. Федеральний уряд пропагував ідеї асоціації через щомісячний журнал «Нове покоління». 1912 року асоціація розширилася до рівня міжнародної, а її головою до 1933 року залишалася Гелене Штекер.
Штекер також активно виступала за сексуальне звільнення жінок. У своєму журналі Die Neue Generation вона закликала до нової етики, зокрема до того, що жінки та чоловіки повинні мати можливість жити зі своєю сексуальністю вільно та незалежно від того, чи перебувають вони в шлюбі. Штекер виступала за контрацепцію та відсутність переслідувань за чоловічу гомосексуальність. Її відданість праву на аборт була тісно пов'язана з відданістю євгеніці та, як вона це називала, «расовому піднесенню». Ліберальне ставлення Штекер до сексуальності здавалося деяким феміністкам, зокрема Гелене Ланге, надто радикальним. Буржуазна Асоціація німецьких жіночих товариств відмовилася прийняти Асоціацію охорони материнства через прогресивні сексуальні ідеї Штекер. З усім тим, її часто запрошували читати лекції про права жінок, Ніцше та літературу в літературних товариствах, а також у приватних будинках великих промисловців і банкірів. Штекер також вдалося внести вимогу самовизначення щодо власного тіла та власної сексуальності на порядок денний основних жіночих організацій.
На початку Першої світової війни, попри пацифістську позицію Штекер, інші феміністки підтримали її з ініціативою «Державна допомога дітям, народженим поза шлюбом», яка закликала зрівняти підтримку незаконнонароджених дітей у війні з підтримкою для законнонароджених дітей. Штекер та її колеги домоглися схвалення цього нового положення в Рейхстазі.
Гелене Штекер представляла свої позиції в численних публікаціях у відомих газетах і журналах, таких як Tag, Zukunft, Jugend, і Pan. Окрім цього, її книга «Die Liebe und die Frauen» зустріла великий відгук і 1908 року була опублікована розширеним виданням. З часів навчання Штекер також займалася жіночими дослідженнями. Вона та кілька однокурсниць заснували Асоціацію жінок, що навчаються (нім. Verein studierender Frauen) в Берліні, яка 1906 року об'єдналася з подібними асоціаціями, щоб сформувати Об'єднання асоціацій жінок, що навчаються в Німеччині (нім. Verband der Vereine studierender Frauen Deutschlands).

## Пацифізм
Після початку Першої світової війни сфера інтересів Гелене Штекер змінилася, і вона стала активною в русі за мир. «Почуття, яке робить людей такими жорстокими до всіх, хто живе за межами їхніх національних кордонів, не може бути добрим», — писала вона у своєму щоденнику ще в серпні 1914 року. Навіть попри загострення цензури Штекер висловлювалася проти війни в Neue Generation та інших газетах, які все ще пропонували таку можливість. 1915 року вона приєдналася до пацифістської Ліги Нової Вітчизни, а також пішла з церкви через обурення позитивним ставленням церков до Першої світової війни.
Після війни, наприкінці 1918 року, Штекер разом із Рене Шикеле, Магнусом Гіршфельдом та іншими активістами виступала за створення демократично-соціалістичної республіки, але також протестувала проти миру, який суперечив ідеям Вудро Вільсона, оскільки Німецька імперія мала віддати без референдуму такі території, як Ельзас та Лотарингія.
У 1921 році Гелене Штекер як делегатка від Асоціації противників війни (BdK) брала участь у заснуванні Інтернаціоналу противників війни (WRI) у Білтговені. У той же час вона також брала участь як представниця BdK на установчому конгресі Міжнародного антимілітаристського бюро проти війни та реакції (IAMB). Як і інші борці за мир, Гелене Штекер покладала великі надії на послання миру Вудро Вільсона. Після Першої світової війни вона закликала до скасування військової повинності, рейхсверу та всіх інших армій.

## Вшанування

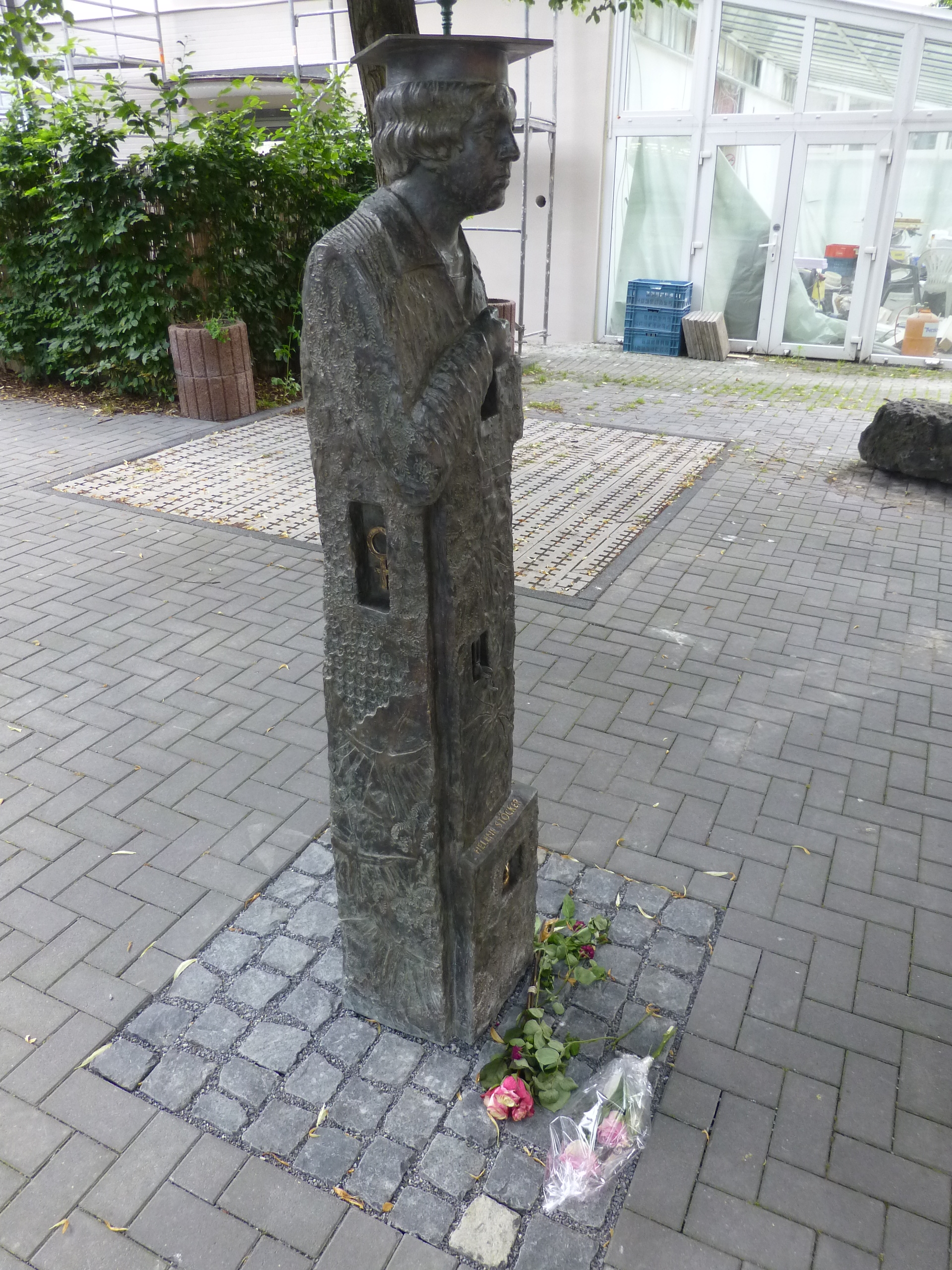
Пам'ятник Гелене Штекер у Вупперталі

- У Вупперталі ділянка річки Вуппер названа на честь Гелене Штекер[36].
- З травня 2014 року на вулиці Шульштрассе у Вупперталі стоїть пам'ятник Гелене Штекер. Дизайн створений скульпторкою Улле Геес, а також Френком Брейденбрухом[36].